# Siliștea Snagovului
Siliștea Snagovului – wieś w Rumunii, w okręgu Ilfov, w gminie Gruiu. W 2011 roku liczyła 2398 mieszkańców.